# Karl Schwenzer
Karl Schwenzer (Löwenstein, 26 février 1843 - Stuttgart, 29 novembre 1904) est un médailleur et sculpteur allemand, qui fut chargé de la monnaie du royaume de Wurtemberg.

## Biographie
Second fils de Ludwig Schwenzer (1801–1876), tourneur sur bois et de Magdalene Stettner (1808–1874), il embrasse une carrière artistique, tandis que son frère aîné
Ludwig (1835-1914) reprend l'entreprise parentale ; son frère cadet, August Ludwig Schwenzer (1847-1934), reçoit également une formation artistique.
Karl montre un intérêt pour la gravure pendant ses années d'école à Löwenstein. À partir de 1857, il entre en apprentissage durant quatre ans auprès du graveur de la cour de Wurtemberg, Georg Schiller (1822-1906), à Stuttgart, au cours duquel il décroche déjà les premiers prix pour ses compétences. Après avoir terminé son apprentissage, il travaille encore trois ans à Stuttgart. De 1864 à 1867 il fréquente l'école des arts appliqués de Nuremberg, puis, jusqu'à l'automne 1868, il suit une formation complémentaire auprès du médailleur Paulin Tasset à Paris. Il part ensuite jusqu'en 1872 à Londres et devient l'assistant de Joseph Shepherd Wyon (1836-1873) et d'Alfred Benjamin Wyon (1837-1884). Il part ensuite pour Vienne, où il devient membre honoraire de l'académie des Beaux-Arts en 1874.
Fin 1875, il retourne à Stuttgart, où il va désormais travailler à la Monnaie locale jusqu'à sa mort. En 1878, il est nommé Graveur-Médailleur en chef de la cour royale de Wurtemberg. Il grave toutes les pièces et médailles officielles du Wurtemberg. Entre 1883 et 1885, il est à Berlin pour une mission privée. Il a également conçu des types de monnaie pour la Suisse.
Il meurt en 1904 des suites d'une méningite.

## Décorations reçues
- 1881 : Chevalier de 1re classe de l'ordre de Frédéric
- 1886 : Croix de chevalier de l'ordre du Lion de Zaeringen

## Œuvre
Karl Schwenzer est l'auteur de plus de 120 types de monnaies et médailles. 40 des modèles originaux en plâtre étaient conservés au musée national du Commerce de Stuttgart mais ils furent détruits durant la Seconde Guerre mondiale.

### Pièces de monnaie courantes

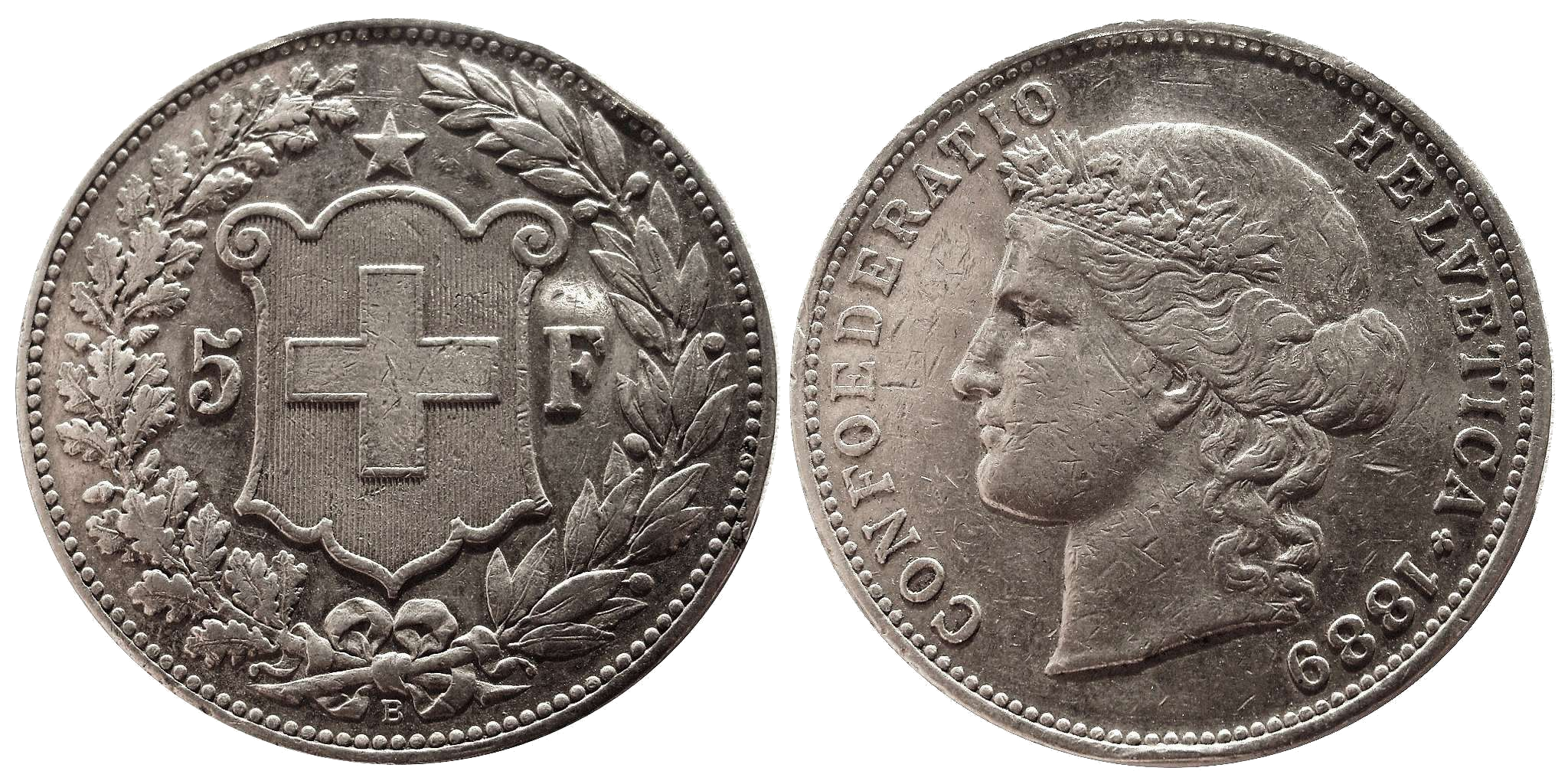
Recto et verso de la pièces de 5 francs suisse émise entre 1888 et 1916 (argent, 25 g).

Pour le royaume de Wurtemberg, il a conçu, entre autres, les rectos des pièces de monnaie en argent à 2 marks (frappées à partir de 1876), les pièces en or de 5 marks (à partir de 1877), les pièces en argent à 2 marks (à partir de 1892), les pièces en or de 10 marks (à partir de 1893) et de 20 marks (à partir de 1894).
Pour la Suisse, il grave les pièces de monnaie de 5 et 10 centimes (à partir de 1879), les pièces de 20 centimes (à partir de 1881) et, d'après les dessins d'Albert Walch et Christian Bühler (de), les coins pour frapper les pièces de 5 francs (à partir de 1888) et de 20 francs (à partir de 1883). Certaines de ces pièces suisses en centimes sont toujours frappées aujourd'hui.

### Médailles commémoratives

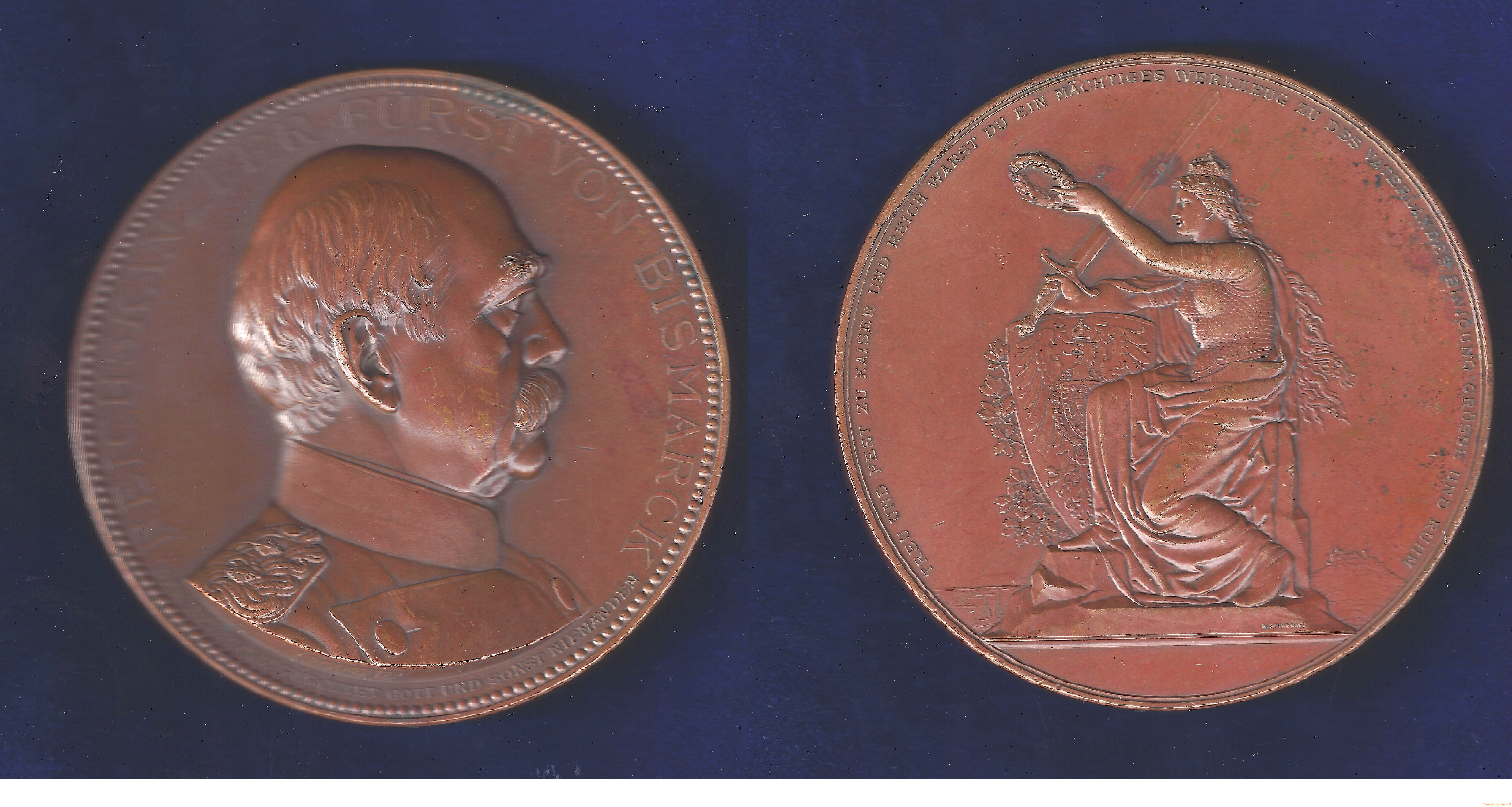
Médaille commémorant la mort de Bismark (bronze, 1898).

Karl Schwenzer a également conçu un grand nombre de médailles pour le royaume de Wurtemberg, dont la « médaille Karl-Olga » pour les œuvres de charité et une autre pour les services rendus à la Croix-Rouge (vers 1889), la médaille de l'exposition commerciale nationale de Wurtemberg en 1891, de nombreuses médailles de récompense pour l'agriculture, l'université technique de Stuttgart et l'école des arts appliqués de Stuttgart, ainsi que la médaille du mérite de l'Ordre de la Couronne (vers 1892), la médaille du mérite militaire (vers 1892) et la petite médaille du mérite pour la science et l'art (vers 1892).
Schwenzer a également conçu des médailles pour d'autres clients, comme le Grand-duché de Bade pour les noces d'argent du couple grand-ducal en 1881 et pour le 500e anniversaire de l'université de Heidelberg en 1886 ; pour la Bulgarie, diverses médailles du mérite et la médaille de la science et de l'art ; pour la Grande-Bretagne la médaille des noces de la princesse Louise en 1871 ; pour le Hohenzollern-Sigmaringen la médaille des noces d'or du couple princier en 1884 ; pour le royaume de Prusse, entre autres, la médaille des services rendus à l'industrie (vers 1882) et un médaillon commémorant l'empereur Frédéric III, frappée après la mort de Schwenzer, en 1907.